# 池田徳澄
池田 徳澄（いけだ のりずみ）は、因幡鹿奴藩（鳥取東館新田藩）の第10代（最後）の藩主。「徳」の字は本家である鳥取藩主・池田慶徳からの偏諱と思われる。

## 生涯
嘉永7年（1854年）10月16日、鹿奴藩主家一族・池田仲諟の三男として江戸渋谷の別邸で生まれる。
元治元年（1864年）6月、従兄にあたる第9代藩主・仲建が自害した。元治2年（1865年）4月4日、徳澄は仲建の養子として家督を継いだ。
慶応4年/明治元年（1868年）の戊辰戦争では、本家の鳥取藩に従って新政府に与した。明治元年（1868年）12月10日に陣屋を鹿奴（現・鳥取市鹿野）に置いたことにより、藩名を「鳥取新田」から「鹿奴」に改めている。明治2年（1869年）6月、戊辰戦争の行賞として2000両を与えられる。この明治2年、鹿奴藩はみずから廃藩を行って鳥取藩に合併された。明治4年（1871年）1月に徳澄は東京に移った。
明治7年（1874年）3月、陸軍少尉試補に任じられ、佐賀の乱鎮圧に参加した。
生母松野が家政を乱し、池田慶徳ら池田一族の間で大きな問題となる。明治8年（1875年）11月14日、池田一族の相談を踏まえ、池田源を養子に迎えた。同年11月23日隠居し、同年12月22日に養子の源が家督を相続した。この間の11月24日、徳澄は戸主の権限を侵害したとして東京上等裁判所に池田慶徳を訴えている。明治9年（1876年）12月31日に勝訴し、贖罪金を得た。ただし、同年12月13日徳澄は裁判のさなかに死去していた。享年23。

## 系譜
父母
- 実父：池田仲諟
鹿奴藩第7代藩主・池田仲雅の六男。
- 養父：池田仲建（鹿奴藩第9代藩主）
仲建は徳澄の従兄にあたる。仲建の正室・映は仲諟の長女であるため、仲建は徳澄の義兄でもある。

配偶者
- 室：正子（1858年 - 1873年）
鳥取藩主・池田慶徳養女。徳川斉昭の十五女で、慶徳（斉昭五男）の実妹。

子女
- 娘光子[要出典]
- 養子：池田源
源の実父・栗は仲雅の子。源は徳澄の従弟にあたる。

『平成新修旧華族家系大成』には実子の記載がなく、養子で家督を継承した源のみが記載されている。